# السياحة في أوكرانيا

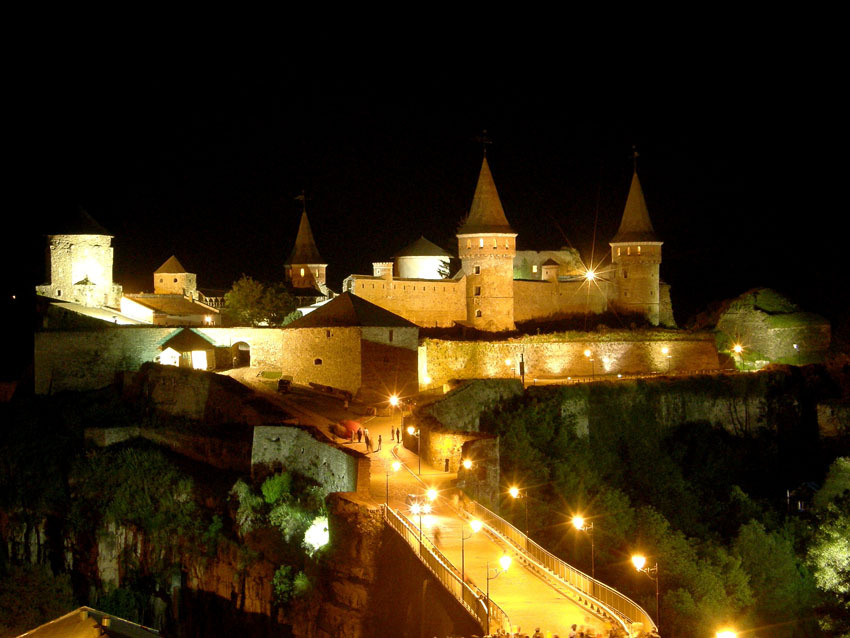
قلعة كامينيتس في 2008.

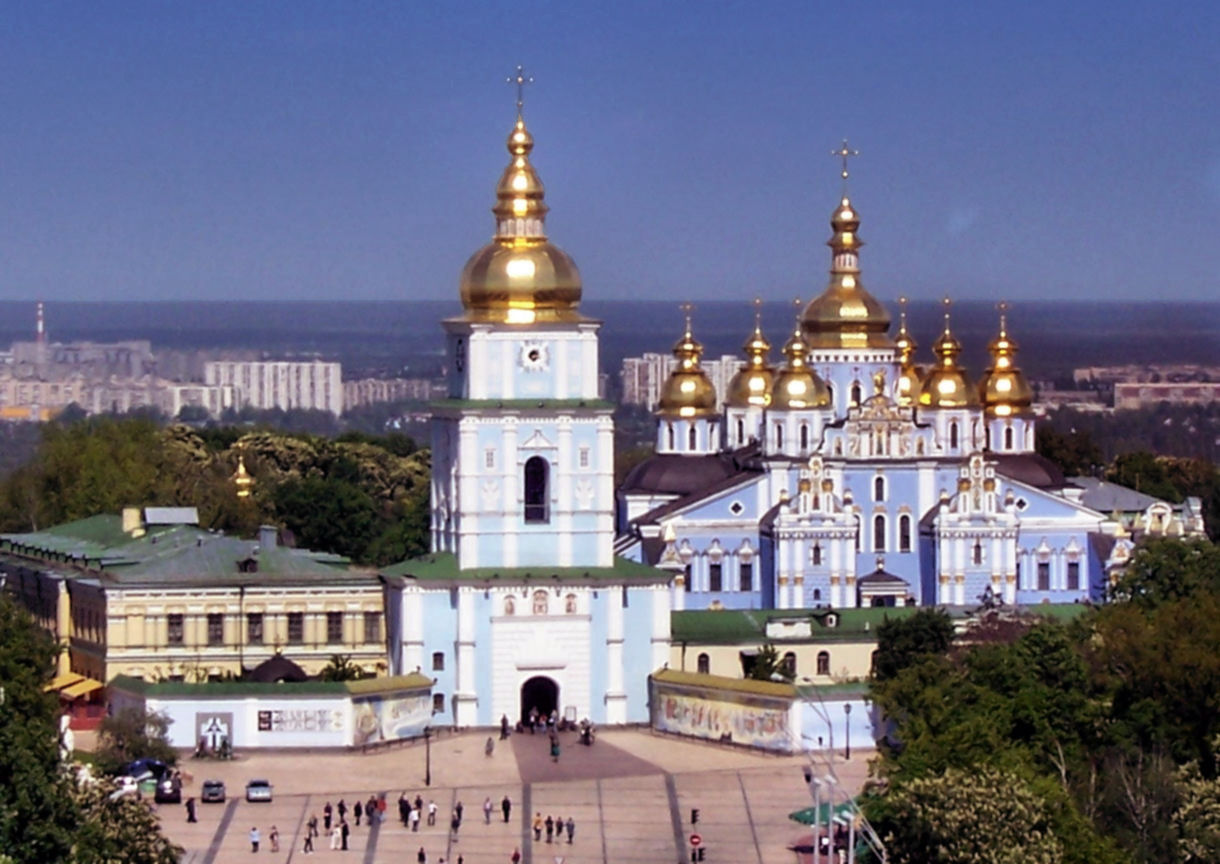
دير القديس ميخائيل ذو القبة الذهبية في كييف.

السياحة في أوكرانيا أوكرانيا هي دولة يزورها أكثر من 20 مليون سائح في كُل سَنة وفي 2012 بلغ عدد السواح 23 مليون سائح السواح يأتون من شرق أوروبا وغرب أوروبا ومن الولايات المتحدة وإسرائيل وكندا وتعتبر ثامن أكثر بلد في أوروبا يزورها السواح.
أوكرانيا هي دولة تقع بين شرق أوروبا ووسط أوروبا ولها حدود مع روسيا وليس لها حدود برية مع تركيا، وفي الغرب تتواجد جبال الكربات والتي هي مناسبة للتزحلق على الثلج في الشتاء والسفر على الأقدام والصيد وصيد السمك وتطل أوكرانيا من الجنوب على البحر الأسود وألذي هو مناسب للإصطياف بسبب جوهِ المُعتدَِل وكذلك توجد في أوكرانيا العديد من الحقول الخضراء والأماكن الدينية الأرذثوكسية والمساجد الخاصة بالمسلمين ومنها كاتدرائية القديسة صوفيا في العاصمة كييف، مدينة أوديسا ولفيف هي أكثر المدن التي يزورها السواح في غرب أوكرانيا.
السياحة زادت في أوكرانيا بعد انفصالها من الإتحاد السوفييتي في سنة 1991 لكنها قلت في الآونة الأخيرة بعد الأحداث الأخيرة التي مرت بها أوكرانيا من مظاهرات يورو ميدان في 2013 وانفصال القرم والأزمة في شرق أوكرانيا قللت عدد السواح بشكل كبير في أوكرانيا بسبب اندلاع أحداث شغب كثيرة في تلك الفترة.